# Or Sasson
Or Sasson –en hebreo, אורי ששון– (Jerusalén, 18 de agosto de 1990) es un deportista israelí que compite en judo. 
Participó en dos Juegos Olímpicos de Verano, obteniendo dos medallas, bronce en Río de Janeiro 2016 (categoría de +100 kg) y bronce en 2020 (equipo mixto). En los Juegos Europeos de Bakú 2015 consiguió una medalla de plata en la categoría de +100 kg.
Ganó dos medallas de plata en el Campeonato Europeo de Judo, en los años 2015 y 2016.

## Palmarés internacional
| Juegos Olímpicos   | Juegos Olímpicos        | Juegos Olímpicos  | Juegos Olímpicos |
| Año                | Lugar                   | Medalla           | Categoría        |
| ------------------ | ----------------------- | ----------------- | ---------------- |
| 2016               | Río de Janeiro (Brasil) | Medalla de bronce | +100 kg          |
| 2020               | Tokio (Japón)           | Medalla de bronce | Equipo mixto     |
| Juegos Europeos    |                         |                   |                  |
| Año                | Lugar                   | Medalla           | Categoría        |
| 2015               | Bakú (Azerbaiyán)       | Medalla de plata  | +100 kg          |
| Campeonato Europeo |                         |                   |                  |
| Año                | Lugar                   | Medalla           | Categoría        |
| 2015               | Bakú (Azerbaiyán)       | Medalla de plata  | +100 kg          |
| 2016               | Kazán (Rusia)           | Medalla de plata  | +100 kg          |